# Razza e criminalità
L'idea della correlazione tra il tasso di criminalità e l'appartenenza ad una razza è stata alla base di molti studi perdurati nel corso del XIX secolo da criminologi e sociologi occidentali. 
Attraverso teorie oggi considerate pseudoscientifiche come la fisiognomica di Cesare Lombroso, si pensava che alcune caratteristiche fisiche tracciassero il profilo criminale di un uomo, mentre altri studiosi come Francis Galton e Samuel George Morton si basavano sul determinismo genetico al fine di confermare le proprie tesi al riguardo.
Oggi è tesi comune che la criminalità sia prodotta dalle condizioni sociali e ambientali senza avere nulla a che fare con il gruppo etnico, citando in giudizio il razzismo istituzionalizzato nella uccisione dei neri da parte dei bianchi.

## Teorie

### Cartwright e le devianze dei neri

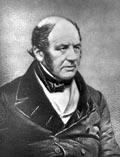
Samuel A. Cartwright, iniziatore degli studi tra razza e tendenza al crimine.

Nel 1851, il medico Samuel A. Cartwright iniziò a studiare vari soggetti afroamericani schiavi che tendevano a fuggire e quindi a disobbedire ai loro padroni.
Con il proseguire degli studi, Cartwright si convinse che gli schiavi con tendenze a fuggire soffrivano di devianze mentali quali la drapetomania e Dysaethesia Aethiopica, descritte come malattie dei "negri" che tendevano a evadere dalla società comune in favore dell'illegalità.
Secondo Cartwright, quasi tutte le persone di colore soffrono di queste due malattie, tranne quelle che sono state accudite e cresciuti da bianchi.
Negli anni la teoria è caduta e classificata come appartenente alle tante altre del razzismo scientifico contemporaneo ottocentesco.

### Lombroso e i meridionali
In Italia gli studi tra la razza e le relazioni con il crimine sono stati portati avanti da Cesare Lombroso e i suoi colleghi della società italiana di criminologia durante il XIX secolo. 
Ritrattando il mito di una omogenea razza italica, Lombroso, richiamandosi alle teorie dell'antropologo messinese Giuseppe Sergi, credeva che esistessero due tipi di italiani, i settentrionali di origini ariano-nordiche e i meridionali di stirpe negra e africana. Il maggior teorizzatore dell'esistenza di una frattura antropologica tra Nord e Sud Italia fu pero' un meridionale, il criminologo siciliano Alfredo Niceforo, autore nel 1898 dell'opera Italia barbara contemporanea. 
Partendo proprio da questo presupposto e sui pregiudizi riservati verso i nativi del Mezzogiorno, si pensava che i meridionali fossero più inclini alla criminalità, al vagabondaggio e alla pigrizia rispetto a quelli del settentrione propensi ad una vita stabile.
L'allievo di Lombroso, Enrico Ferri, proseguendo sulle teorie dell'insegnante formulò teorie razziali sull'inferiorità delle persone di colore e degli italiani del Sud, considerandole razze inclini alla violenza.

## Afroamericani e criminalità
Secondo statistiche di vari istituti, l'omicidio rimane la principale causa di morte tra gli afroamericani di età compresa tra i 15 e 34 anni. 
Nel 2005, il tasso di mortalità causata da omicidio superava quella dei bianchi di sei volte, con una differenza di 20,6 a 100 000.
Il 94% degli afroamericani feriti o uccisi risultavano essere vittime di altri afroamericani, cifra che va alzandosi nei nuclei monofamiliari che sarebbero inclini allo spaccio di droga, vagabondaggio e scaturiti da condizioni economiche e sociali disagevoli.
Sembra incidere sul fattore della criminalità afroamericana anche l'impatto che i mass media danno a essa, come priorità di notiziare omicidi cui le vittime bianche e priorità di informare reati cui gli artefici sono neri.

## Letteratura
Negli anni novanta la letteratura sulla razza e il crimine è tornata alla ribalta, grazie a best seller come The Bell Curve di Richard J. Hernstein e Charles Murray che ripropone temi scottanti come il rapporto tra razza e intelligenza, appoggiandosi a teorie come il determinismo genetico e vari studi formulati in diverse università sull'argomento, e Race, Evolution, and Behavior di J. Philippe Rushto anch'esso sugli stessi temi.
Grazie anche alla sociobiologia, negli ultimi anni sono aumentati i testi in favore dell'argomento insieme al tentativo di sottoporre alla luce il tema di razza e genetica, quest'ultimo criticato da molti celebri studiosi come Jay Joseph nel suo libro The Gene Illusion (2002) o dal genetista Axel Kahn in Un gène ne commande jamais un destin humain.